# Svarttjärnen (Norrala socken, Hälsingland, 681445-156598)
Svarttjärnen är en sjö i Söderhamns kommun i Hälsingland och ingår i Nianån-Norralaåns kustområde.